# Marriott Marquis Hotel
Het Marriott Marquis Hotel is een wolkenkrabber in Atlanta, Verenigde Staten. Het gebouw, dat aan 265 Peachtree Center Avenue NE ligt, werd in 1985 opgeleverd.

## Ontwerp
Het Marriott Marquis Hotel is 168,86 meter hoog en telt 52 verdiepingen. Het bevat 1.663 hotelkamers, waaronder 94 suites. Daarnaast biedt het gebouw plaats aan een kuuroord, een sportschool en een zwembad.
Het hotel is gebouwd rondom een atrium, dat over de volledige lengte van het gebouw loopt. Het wordt door de centrale liftkern en meerdere bruggen verdeeld in twee delen. De gevel van het brutalistische gebouw bestaat uit een betonnen rooster, dat breder wordt bij de basis. In 2004 werd het beton wit geschilderd.